# Fântânile cu cumpănă din Valea Caselor (Păunești)
Fântânile cu cumpănă din Valea Caselor reprezintă un ansamblu de 19 fântâni localizate în satul Păunești din județul Vrancea. Acestea sunt organizate în 3 grupuri distincte și sunt poziționate pe o arie de aproximativ 2.500 de mp, situată de-a lungul albiei amenajate a pârâului Valea Caselor.
Pentru acest ansamblu, care grupează cele mai vechi fântâni cu cumpănă din Vrancea, Direcția pentru Cultură Vrancea a declanșat, în anul 2020, procedura de clasare ca monument istoric.

## Caracteristici
Motivația săpării lor se regăsește în geografia localității. Fiind situată pe dealurile Novăcești, Surlea și Bostănești, comuna dispune astfel de o pânză freatică situată la diverse distanțe față de suprafață, drept care localnici cu posibilități materiale au săpat aceste fântâni, în urmă cu circa 2 secole în zona centrală a comunei.
Există un nivel mare de înclinare al pantelor, centrul comunei fiind punct de întâlnire al pâraielor care străbat localitatea. În comună, apele subterane se află cantonate la nivelurile superioare într-un strat de nisip și pietriș, la adâncimi cuprinse între 2 - 4 m și 10 - 20 m. În funcție de nivelul altitudinal, adâncimea față de suprafață a pânzei freatice variază de la 6 la 10 m în zone joase, până la 30 m în zonele deluroase, curentul de curgere din subteran orientându-se pe direcția norv-vest – sud-est. Forajele la adâncimi de 80-150 m pot compensa deficitul de apă, din straturile superioare.
În total astăzi, comuna are un capital de 52 de fântâni, fiecare purtând numele ctitorului ei. În cea mai mare parte, fântânile cu cumpănă alea ansamblului respectiv sunt funcționale Constituie un obiectiv turistic local și au adus unității administrativ-teritoriale care le deține, renumele de a dispune de cea mai mare densitate de fântâni. Cu toate acestea, ele nu sunt amenajate deocamdată corespunzător și deoarece apa lor, în ce privește consumul uman nu corespunde în prezent standardelor de calitate, ele sunt folosite pentru adăparea animalelor, pentru consumul uman comuna dispunând în prezent de o o rețea proprie independentă, de alimentare cu apă.

## Istoric
În ce privește istoria, în anul 1897 figurau în Păunești 30 de fântâni, alte 16 găsindu-se în arealul localității Bou. Există ideea că prima fântână ar fi aparținut dascălului Ioniță Chiriac. Tot de fântâni este legată și o legendă a locului. Astfel, conform acesteia, numele comunei ar proveni de la un grup de păuni pierduți ai boierului Tifescu din Domnești, care boier i-ar fi găsit în zona fântânilor, de unde și numele de Păunești.
Conform unei opinii populare pe plan local, alături de motivația reprezentată de nevoia de apă, originea respectivelor fântâni s-ar afla și într-un obicei de-al oamenilor, care, obișnuiau să construiască ori să repare un puț sau izvor de apă, la 40 de zile de la moartea cuiva.
Există opinia că, aceste fântâni ar trebui declarate monument al civilizației rurale și că ar trebui trecute pe stema comunei, ca un simbol al acesteia. Proiectul prin care, ele ar trebui să se transforme în monument prevede, de asemenea, includerea în ansamblu a unei case vechi tradiționale construită de un secol și jumătate.
Potrivit administrației locale, în cursul anului 2022 ele se află cuprinse într-un proces bugetat la nivel local, de recondiționare.

## Referințe

Perspective
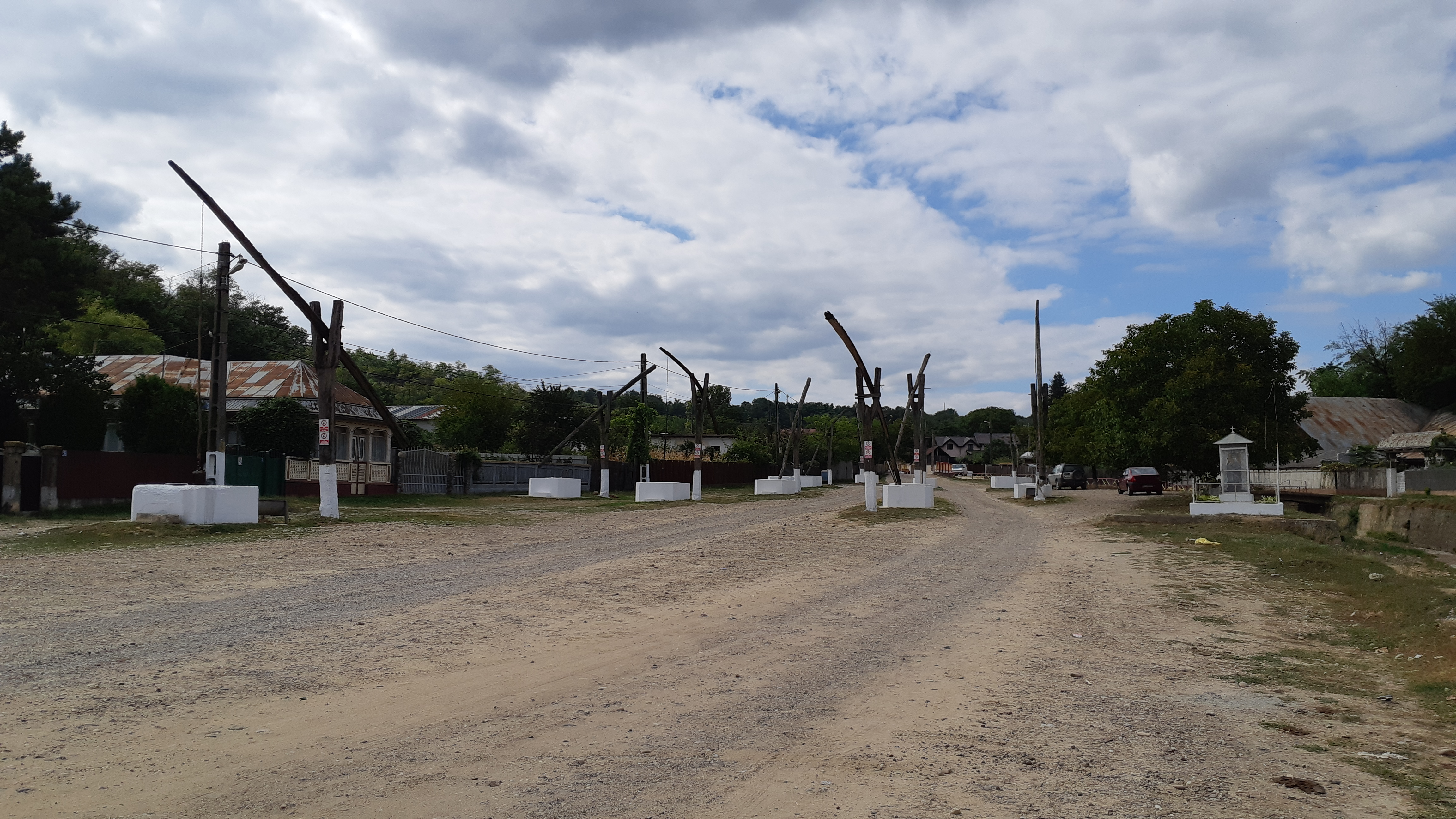
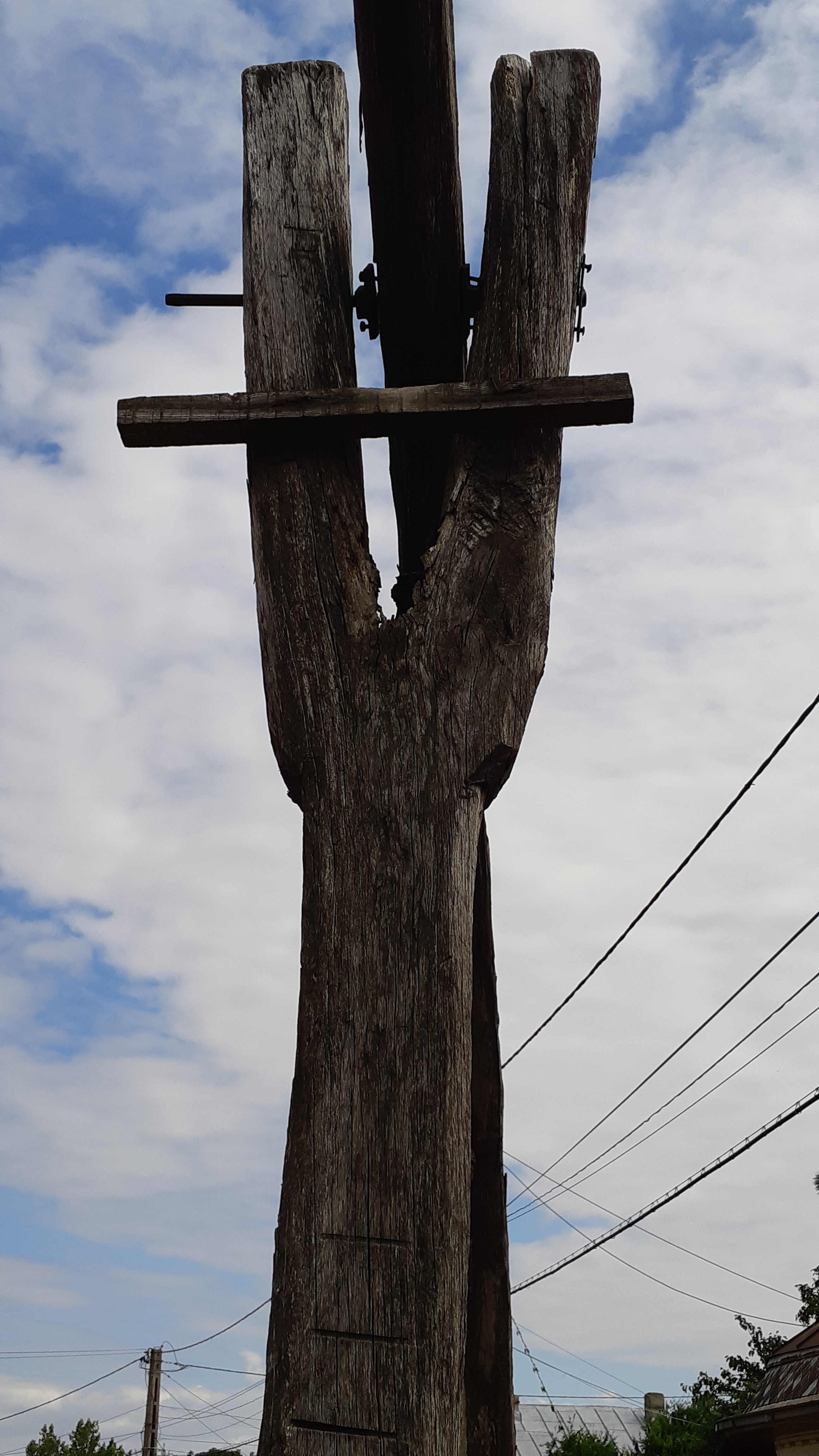
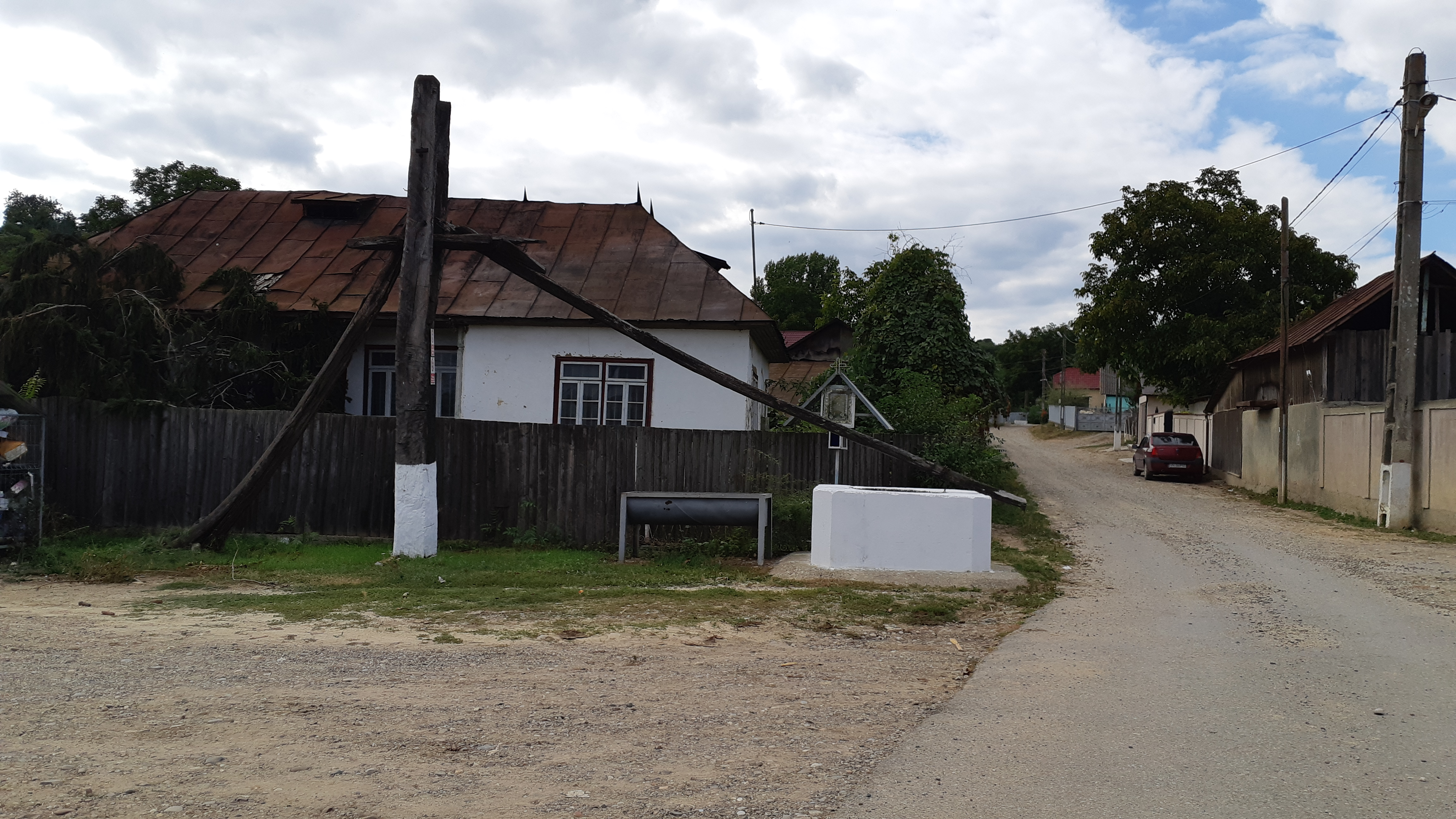
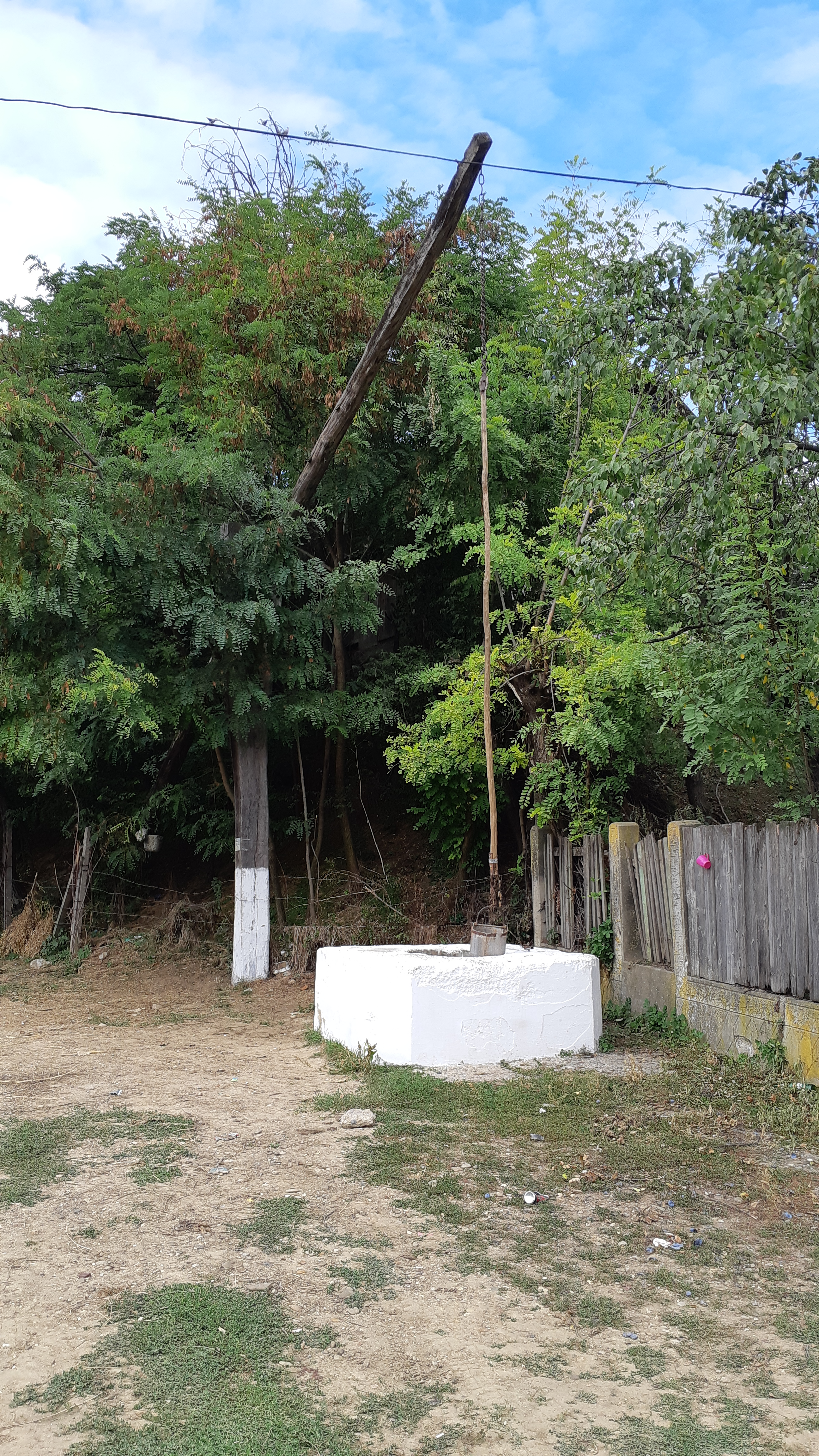
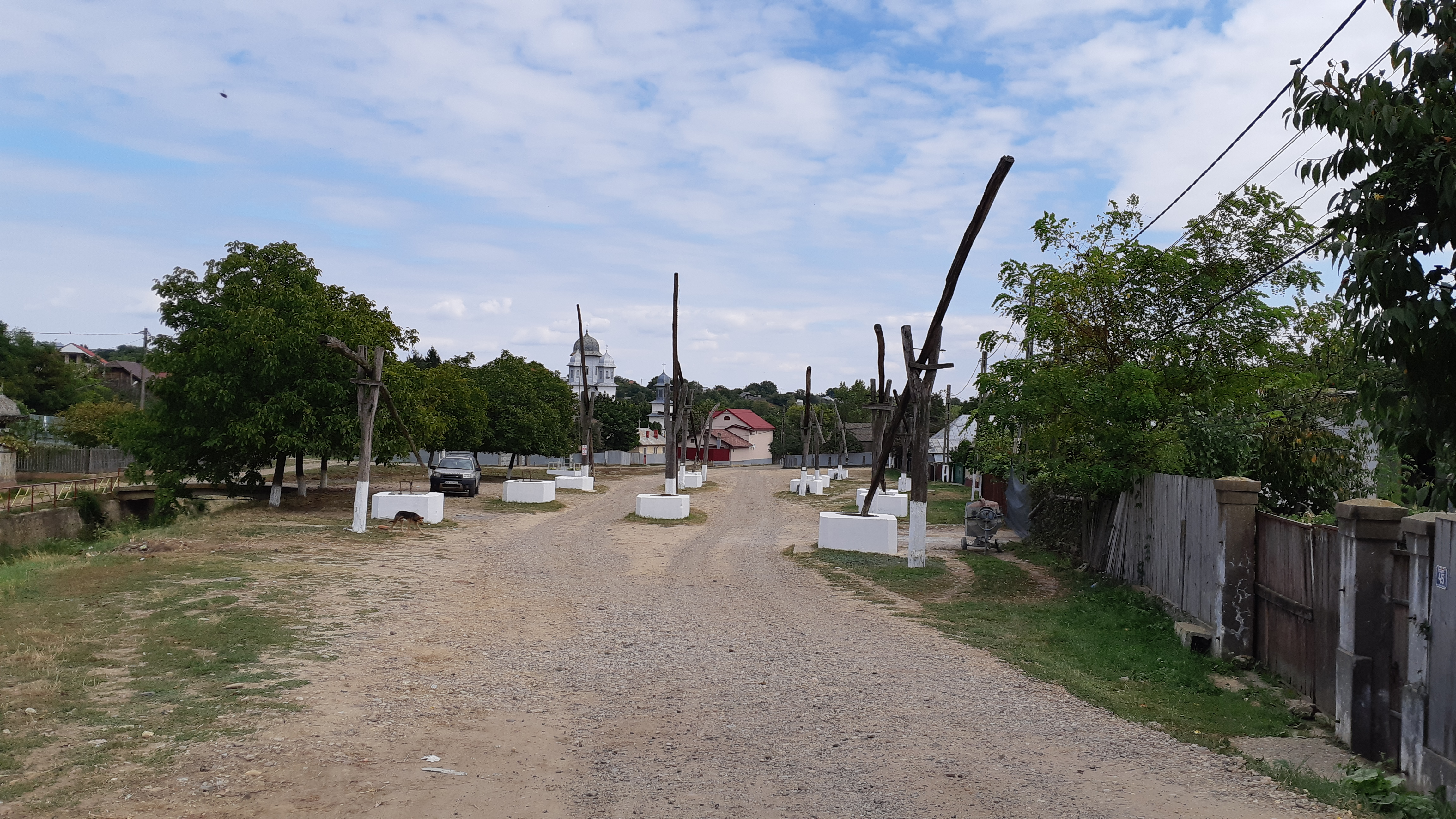